# Irina Lankova

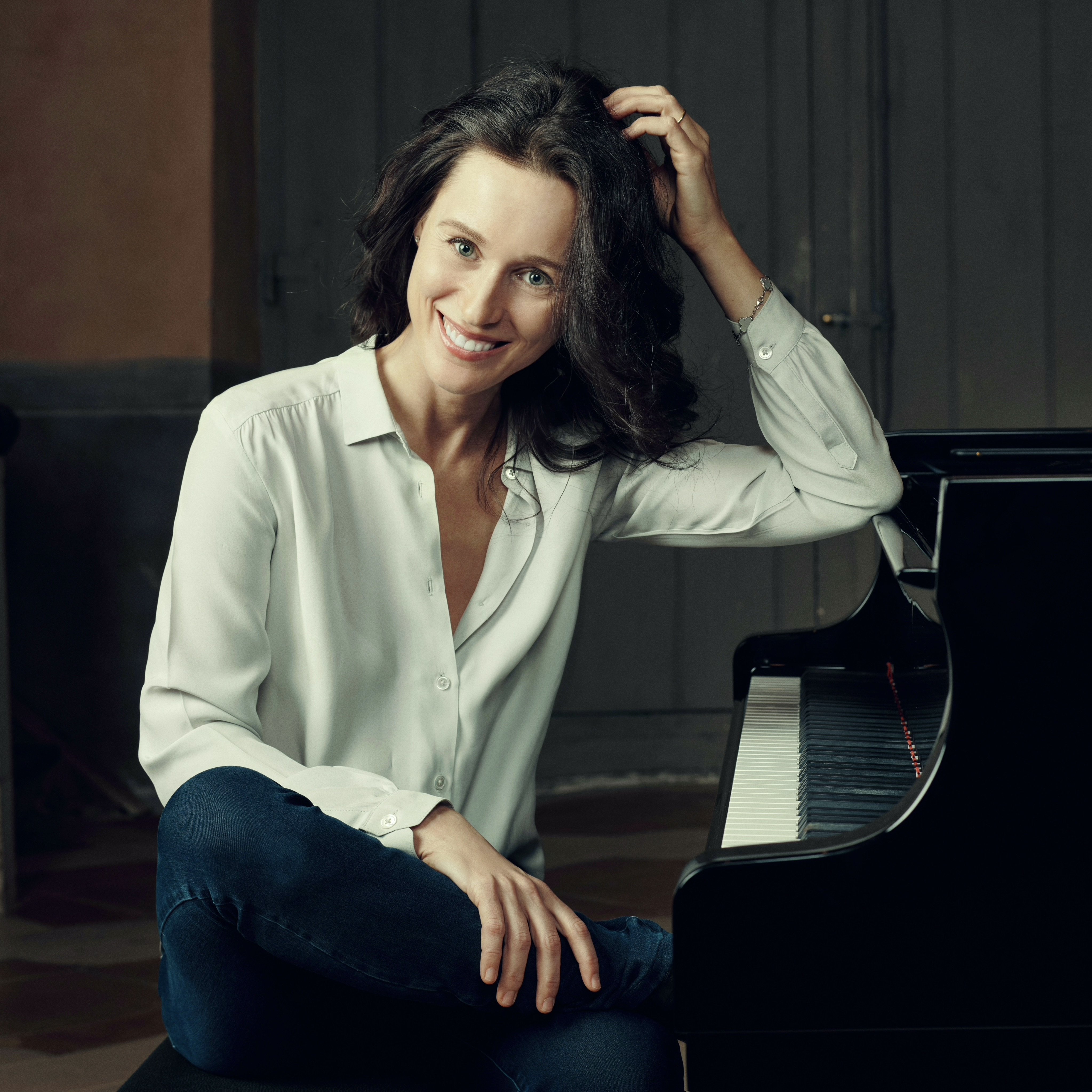
Irina Lankova

Irina Lankova (11 de septiembre de 1977,  Michurinsk, Rusia) es una concertista de piano rusa, nacionalizada belga.

## Formación
Irina Lankova se graduó con los más altos honores en la Escuela Estatal de Música Gnessin de Moscú y después en el Real Conservatorio de Bruselas. Estudió con grandes pianistas de la escuela rusa como Evgeny Moguilevsky (él mismo alumno del legendario Heinrich Neuhaus), Irina Temchenko y Vladimir Ashkenazi.

## Carrera profesional
Irina Lankova actúa de manera habitual en escenarios prestigiosos de todo el mundo, como el Carnegie Hall de Nueva York, el Wigmore Hall de Londres, el  Concertgebouw de Ámsterdam, la Salle Gaveau de París, el Flagey de Bruselas y las Cidades das Artes de Río. Ha sido invitada a tocar en numerosos festivales internacionales: Piano Folies Touquet, Académie d'Eté de Nice, Sagra Musicale Umbria, Schiermonnikoog Kamermuziekefestival, Festival de Wallonie, Bruselas Summer Festival, Fortissimo d'Orleans y Berlin Summer Festival.
La crítica internacional la describe como una pianista con un "toque genuinamente poético" y una "paleta de colores infinita". Después de su debut en el Wigmore Hall en el 2008, fue invitada a unirse a la asociación Steinway Artists.
Su forma característica de presentar sus recitales con breves introducciones verbales atrae a una amplia audiencia. "Junto con sus interpretaciones profundas y emotivas, ofrece breves introducciones a la música... y crea un ambiente poco convencional donde todos se sienten bienvenidos". Revista Internacional de Piano.
Sus álbumes dedicados a Rachmaninoff, Skriabin, Chopin y Schubert han sido muy elogiados por la crítica por su "gran sensibilidad" (Pianiste), "narrativa muy personal" (La Libre Belgique) y "autoridad convincente" (The Independent). En marzo del 2021, lanzó su álbum "Elégie", con sus piezas favoritas de Rajmáninov, Schubert y Bach.
Inspirada por otras formas de arte y siempre en busca de nuevas formas de presentar la música clásica, Irina Lankova desarrolla proyectos creativos innovadores. Después de muchos años de tocar las Variaciones Goldberg de Bach, creó en el 2020 un proyecto multimedia "Goldberg Visions" junto con la artista visual francesa Isabelle Françaix, combinando la música y la imagen.
El canal de YouTube de la artista cuenta con varios millones de visitas e incluye muchos de sus conciertos, grabaciones caseras y la serie 'Piano Unveiled'.
Desde el 2015 es directora artística del Festival Internacional Max en Bélgica.
Está casada con un arquitecto belga y tiene dos hijos. Vive en Bélgica (Brabante Valón ).

## Discografía
- Serguéi Rajmáninov, Franz Liszt (2004, CD): Preludios de Rajmáninov op. 23, Liszt Rapsodie n.º 2 con cadencia de Rajmáninov
- Aleksandr Skriabin (2006, CD): Sonatas n.° 2 y n.° 9, piezas op. 32, op. 57
- Frédéric Chopin (2008, CD): Sonata n.° 3, Balada n.° 1, Scherzo n.° 2, Nocturnos
- Franz Schubert (2013, CD Indésens): Drei Klavierstücke D. 946, Sonata para piano D. 959, Impromptu D. 899 No. 3
- "Caprice" (2015, CD Indésens): con la violinista Tatiana Samouil
- "Visiones Goldberg" (2020, CD): Variaciones Goldberg de Johann Sebastian Bach
- "Elégie" (2021, CD): Rajmáninov, Schubert y Bach[12]